# City of Playford
City of Playford – jednostka samorządowa wchodząca w skład aglomeracji Adelaide, położona na północy. Powstała w 1997 przez połączenie City of Elizabeth (utworzone w 1955) i City of Munno Para (utworzone w 1988). Playford zamieszkuje 70022 mieszkańców (dane z 2003), powierzchnia wynosi 344,9 km². Rada Miejska zlokalizowana jest w dzielnicy Elizabeth. 

## Dzielnice
W nawiasach podany jest kod pocztowy.
- Andrews Farm (5114)
- Angle Vale (5117)
- Bibaringa (5118)
- Blakeview (5114)
- Buckland Park (5120)
- Craigmore (5114)
- Davoren Park (5113)
- Elizabeth (5112)
- Elizabeth Downs (5113)
- Elizabeth East (5112)
- Elizabeth Grove (5112)
- Elizabeth North (5113)
- Elizabeth Park (5113)
- Elizabeth South (5112)
- Elizabeth Vale (5112)
- Elizabeth West (5113)
- Evanston Park (5116)
- Gould Creek (5114)
- Hillbank (5112)
- Humbug Scrub (5114)
- MacDonald Park (5121)
- Munno Para (5115)
- Munno Para West (5115)
- Munno Para Downs (5115)
- One Tree Hill (5114)
- Penfield (5121)
- Penfield Gardens (5121)
- Sampson Flat (5114)
- Smithfield (5114)
- Smithfield Plains (5114)
- Uleybury (5114)
- Virginia (5120)
- Waterloo Corner (5110)
- Yattalunga (5114)